# A Maldív-szigetek az 1988. évi nyári olimpiai játékokon
A Maldív-szigetek a dél-koreai Szöulban megrendezett 1988. évi nyári olimpiai játékok egyik részt vevő nemzete volt. Az országot az olimpián 1 sportágban 7 sportoló képviselte, akik érmet nem szereztek. A Maldív-szigetek első alkalommal vett részt az olimpiai játékokon.

## Atlétika
Férfi
| Versenyző                                                             | Versenyszám     | Előfutam | Előfutam | Előfutam | Negyeddöntő | Negyeddöntő | Negyeddöntő | Elődöntő | Elődöntő | Elődöntő | Döntő         | Döntő         |               |
| Versenyző                                                             | Versenyszám     | Idő      | Hely.    | Össz.    | Idő         | Hely.       | Össz.       | Idő      | Hely.    | Össz.    | Idő           | Helyezés      |               |
| --------------------------------------------------------------------- | --------------- | -------- | -------- | -------- | ----------- | ----------- | ----------- | -------- | -------- | -------- | ------------- | ------------- | ------------- |
| Ismail Asif Waheed                                                    | 100 m           | 11,49    | 8.       | 94.*     | kiesett     | kiesett     | kiesett     | kiesett  | kiesett  | kiesett  | kiesett       | kiesett       |               |
| Ismail Asif Waheed                                                    | 200 m           | 23,17    | 8.       | 71.      | kiesett     | kiesett     | kiesett     | kiesett  | kiesett  | kiesett  | kiesett       | kiesett       |               |
| Ahmed Shageef                                                         | 400 m           | 50,61    | 8.       | 67.      | kiesett     | kiesett     | kiesett     | kiesett  | kiesett  | kiesett  | kiesett       | kiesett       |               |
| Abdul Haji Abdul Latheef                                              | Maraton         |          |          |          |             |             |             |          |          |          | nem ért célba | nem ért célba | nem ért célba |
| Hussein Haleem                                                        | Maraton         |          |          |          |             |             |             |          |          |          | nem ért célba | nem ért célba | nem ért célba |
| Ismail Asif Waheed Ibrahim Manik Abdul Razzak Aboobakur Mohamed Hanim | 4 × 100 m váltó | 44,31    | 7.       | 26.      |             |             |             | kiesett  | kiesett  | kiesett  | kiesett       | kiesett       |               |

* - egy másik versenyzővel azonos eredményt ért el